# 尾崎村 (兵庫県赤穂郡)
尾崎村（おさきむら）は、兵庫県赤穂郡にあった村。現在の赤穂市大字尾崎などにあたる。

## 地理
- 海洋：播磨灘
- 河川：千種川

## 歴史
- 1889年（明治22年）4月1日 - 町村制の施行により、近世以来の尾崎村が単独で自治体を形成。
- 1937年（昭和12年）4月1日 - 赤穂町に編入。同日尾崎村廃止。

## 現在の町名
大字尾崎、大橋町、松原町、中浜町、さつき町、海浜町、南宮町、清水町